# Galle musquée

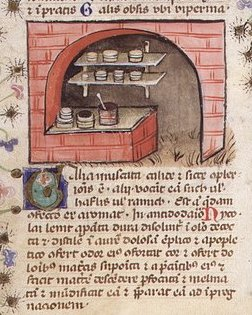
Illustration du chapitre dédié à la galle musquée dans le Tractatus de herbis, manuscrit Casanatense 459,.

La galle musquée (aussi orthographiée galle muschée ou galle muscate) était une préparation médicinale à base de musc d'origine arabe, et transmise à l'Europe médiévale par l'intermédiaire de l'école de médecine de Salerne.

## Origine et composition
Le premier élément du terme est emprunté à l'arabe « ġāliya », qui est attesté depuis Avicenne (début du XIe siècle), et décrit initialement l'ébullition que doit subir une préparation pharmaceutique, avant de désigner les médicaments composés eux-mêmes. Le mot est transcrit en latin sous la forme gallia muscata et les recettes passent dans les traités médicaux de Salerne (première mention vers 1165).
Les différentes substances étaient mêlées pour former des trochisques. Une formule attribuée à Mésué donne la composition suivante :
- Bois d'aloès – 5 parties ;
- Ambre – 3 parties ;
- Musc – 1 partie ;
- Gomme adragante et eau de rose – Q. S.